# 枚方市立楠葉西中学校
枚方市立楠葉西中学校（ひらかたしりつ くずはにしちゅうがっこう）は、大阪府枚方市西船橋二丁目にある公立中学校。
従来の枚方市立楠葉中学校および枚方市立第三中学校の校区の一部を再編し、1978年に開校した。

## 沿革
- 1978年4月1日 - 枚方市立楠葉西中学校として開校。当初4ヶ月間は完成の遅れから枚方市立第三中学校の教室を借り受ける。
- 1986年3月 - 管理棟校舎の増築が行われる。
- 2000年4月1日 - 枚方市立北牧野小学校の閉校（枚方市立牧野小学校との統合）に伴い、本校への進学区域から外される。
- 2015年4月 - 枚方市立樟葉南小学校の通学区域全域が本校への進学区域となる。

## 部活動
運動部
- 卓球部男子・女子卓球部
- 剣道部
- バドミントン部
- 剣道部
- テニス部
- 野球部
- サッカー部
- 女子バスケットボール部
- 女子バレーボール部

文化部
- 吹奏楽部
- 美術部

## 通学区域
- 枚方市立樟葉西小学校の通学区域の全域。
- 枚方市立樟葉南小学校の通学区域の全域。

2014年度までは、樟葉南小学校の通学区域のうち、楠葉並木1丁目、楠葉並木2丁目、楠葉花園町、西船橋1丁目、西船橋2丁目、樋之上町、北船橋町、船橋本町1丁目、船橋本町2丁目のみが当校を進学先として指定されていたが、2015年度の進学者より全域に変更された（経過措置あり）。

## 交通
- 京阪バス 西船橋バス停。
- 京阪本線 樟葉駅 南へ約1.5km。
- タクシー

## 著名な出身者
- 西田陸浮（プロ野球選手）